# Кузнецов Анатолій Борисович
Кузнецов Анатолій Борисович (31 грудня 1930, Москва — 7 березня 2014, Москва) — радянський і російський актор. Народний артист РРФСР (1979). Лауреат Державної премії Росії (1998).

## З життєпису
Народився 31 грудня 1930 р. в Москві в родині акторів. Закінчив Школу-студію МХАТу (1955).
Знявся в українських фільмах: «В далекому плаванні» (1945, матрос Єгорка), «Мандрівка в молодість» (1956, Петров), «Школа» (1980), «Пригоди Петрова і Васєчкіна, звичайні й неймовірні» (1983, т/ф).

## Фільмографія
- 1955 «Гість з Кубані» — Воробцов
- 1959 «Фуртуна» — майор Андрєєв
- 1963 «Ранкові поїзди» — Павло
- 1965 «Пакет» — комісар Бєлопольський
- 1983 «Висока проба» — Сергій Миколайович Ільїн
- 1984 «Репортаж з лінії вогню» — Член Військової Ради